# سيصور عصوي
سيصور عصوي (الاسم العلمي:Sisor rabdophorus) هو نوع من الأسماك يتبع جنس السيصور من فصيلة السيصورات.